# Puch
Puch ([pʊχ]ⓘ) is een Oostenrijks merk van bromfietsen, motorfietsen, fietsen en inbouwmotoren.

## Voorgeschiedenis
In 1899 stichtte de Sloveen Johann Puch (Sloveens: Janez Puh) de fietsenfabriek Styria. Terwijl de fietsenfabriek bleef bestaan, bouwde een nieuwe Puchfabriek in 1903 haar eerste 2¾pk-kop/zijkleppers.

## Merknamen
Het bedrijf Puch heeft door de jaren heen vele namen gekend. Hieronder volgen er een aantal.
Bij de oprichting heette het bedrijf Johann Puch, Erste Steiermärkische Fahrrad-Fabrik AG, Graz. Later werd dit gewijzigd in
Vereinigten Styria-Fahrradwerk und Dürkopp-Werke AG.
In 1909 fuseerde men met Austro-Daimler, dat weer connecties had met de autofabriek Steyr.

## Auto's en motorfietsen
In 1904 werd begonnen met de bouw van auto's, die zo belangrijk werden dat de motorfietsenproductie in 1917 stil kwam te liggen.
In 1923 werd Giovanni Marcellino aangetrokken, een Italiaanse constructeur en aanhanger van dubbelzuigermotoren. Zijn motorfietsen werden zo succesvol dat vervolgens de autoproductie weer werd gestaakt. Een door Marcellino in 1923 ontwikkelde dubbelzuigermotor werd tot de jaren zestig geproduceerd.
In het begin van de jaren dertig veranderde de naam van het bedrijf in Steyr-Daimler-Puch AG en vanaf die tijd worden er ook auto’s en tractoren gebouwd.
Puch werd vrij succesvol met motorcross- en enduromodellen en bromfietsen. De bedrijfsnaam Hermann Göring Werke kreeg het bedrijf in 1938, toen Oostenrijk een deel van Duitsland werd. Hoewel vlak voor de Tweede Wereldoorlog een aantal zijklep-boxermotoren werden geproduceerd, ging men na de oorlog weer verder met tweetakten.

## Naamsbekendheid in Nederland
In Nederland is Puch vooral bekend door de typische bromfietsen, die vooral in de jaren zestig populair waren. Het oorspronkelijke model was de MS 50, die in 1954 in Nederland verscheen en later de naam Baby Puch kreeg vanwege onder meer de kleine benzinetank. Deze bromfiets was zeer modern voor die tijd, met onder andere telescoopvering en een motor met geforceerde koeling. Hij kostte 650 gulden en dat was veel geld. Dit model had een gemakkelijke lage instap voor rokdraagsters. Omdat het economisch steeds beter ging, werd de bromfiets voor steeds meer jongeren bereikbaar. Het waren de 'Kikkers', Haagse nozems, die als eersten begrepen dat deze Puch-'damesbromfiets' met enige aanpassingen ook dienst kon doen voor heren. Vergelijkbaar met de Mods in Engeland, die de scooter boven de motor verkozen, daagden zij de rockers op hun stoere 'mannenbromfietsen' uit. De beatcultuur groeide snel; bij de eerste officiële Puchrally op 5 mei 1962 van R.S. Stokvis, de Nederlandse importeur, waren al ongeveer zevenhonderd Puchbromfietsen aanwezig, vele met aangepast stuur, de berijders vaak gekleed in de typische groene parka. De opmars van de Puch begon in 'beatstad' Den Haag, en verspreidde zich als een olievlek over Nederland. Stokvis speelde hierop in en introduceerde het model Skyrider met hoog stuur, de kikkervormige koplamp en de gereedschapstrommels aan het achterspatbord. De koplamp en de kastjes werden door sommigen, vooral in de regio Den Haag, als ouderwets gezien en er snel af gesloopt. In andere regio's was de witte Skyrider juist weer bijzonder hip en hij is nu, vrijwel altijd overgespoten, een veelvoorkomend en gevraagd model. Stokvis introduceerde daarna de veel moderner ogende Skytrack. Zo werd de Puch het cultmerk van artistiekelingen en liefhebbers van beatmuziek onder de middelbare scholieren. Dit in tegenstelling tot de merken Zündapp en Kreidler Florett, die vooral op de ambachtsschool populair waren bij de vetkuiven. Deze bromfietsen werden ook wel buikschuivers genoemd. De kunst was een machine zo op te voeren dat een snelheidswedstrijd bij een stoplicht kon worden gewonnen. De 'vetkuiven' waren daar beter in door hun grotere kennis van motoren. De 'artistiekelingen' zochten het dan ook vaker in de attributen. Zo was een Puch zonder hoog stuur niet erg gewild en er werd geëxperimenteerd met extra hoge, zeer brede, dan wel zeer smalle sturen. Niet zelden werden deze creaties door de politie afgekeurd en in beslag genomen. In de late jaren zestig kreeg Puch gezelschap van het nieuwe, wat eenvoudiger uitgevoerde, en dus goedkopere, cultmerk Tomos. De Tomos had een grotere koplamp, bredere spatborden en geen gereedschapstrommels. Voor de echte Puch-adepten was Tomos een imitatieproduct. Het frame van de Tomos zou echter sterker zijn dan dat van de Puch, dat bekendstond om zijn neiging tot scheeftrekken, vooral bij opgevoerde versies. Soms werden dan ook Tomos-frames met Puchmotoren gecombineerd, maar bij de introductie van de Tomos 4L met vier voetversnellingen was dit niet meer mogelijk en zelfs ongewenst.
De Puch bleef in de jaren zeventig en begin jaren tachtig populair met de MV50- en Maxi-modellen, maar de MV50 en Skytrack verdwenen rond 1983 uit het Puch-bromfietsassortiment. Daarentegen bleef de vanaf 1969 geproduceerde Puch Maxi tot medio 1990 in productie. De Puch-bromfietsfabriek werd in 1989 overgenomen door het Italiaanse Piaggio. De productie werd vanaf dat moment ook overgeheveld van Graz naar Italië.
Eind jaren tachtig en begin jaren negentig kwam het tot een grote opleving van de MV50- en Skytrack-modellen met de oprichting van de PTCN, de Puch en Tomos Club Nederland, en Den Haagschen Puch. Tegenwoordig zijn er talloze Puchclubjes in het hele land actief. Zo wordt onder andere ieder jaar op Scheveningen de Puch- en Tomos-meeting Kouwe klauwe georganiseerd.

## Tegenwoordig

### Bromfietsen
De fabriek is overgenomen door het Italiaanse Piaggio. 
Als merknaam wordt Puch alleen gebruikt in Nederland, vanwege de naamsbekendheid.
Toen Johann Puch besloot zijn eigen bedrijf te beginnen, maakte Puch uitsluitend motoren. Maar begin jaren vijftig ontdekte Puch een nieuwe markt, de bromfiets. Het Oostenrijkse bedrijf kwam al vrij snel met zijn eerste model, genaamd de Steyr-Daimler-Puch MS 50, tegenwoordig ook wel baby-Puch genoemd vanwege haar toch wel vrij fragiele omvang. Voor echte Puchaanhangers begint hier eigenlijk pas de jaartelling. In het begin liep de verkoop vrij moeizaam en wilde het innovatieve product niet aanslaan.
Maar steeds meer werd de bromfiets gekoppeld aan een bepaalde levensstijl, die de alledaagse mens begon te doordringen, waardoor er voor Puch een bloeiende tijd aanbrak. De vraagkant lag met name in het westen van Europa en al gauw reden er in Nederland meer dan 1700 000 bromfietsen, waaronder een zeer groot aantal Puchs. Zelfs toen Tomos de Puch van toen nagenoeg kopieerde, bleef het marktaandeel nog voldoende groot voor Puch.
De Nederlandse overheid verscherpte de wet keer op keer, waardoor de bromfietsrijder steeds meer werd benadeeld. Het gevolg was dat men zocht naar andere vervoermiddelen. Puch moest het onderspit delven na jarenlang een toonaangevend bedrijf te zijn geweest. De merknaam Puch wordt nog steeds gebruikt voor fietsen, als onderdeel van de groep Cycleurope, maar het bromfietsmerk Puch is opgekocht door Piaggio.

### Auto's

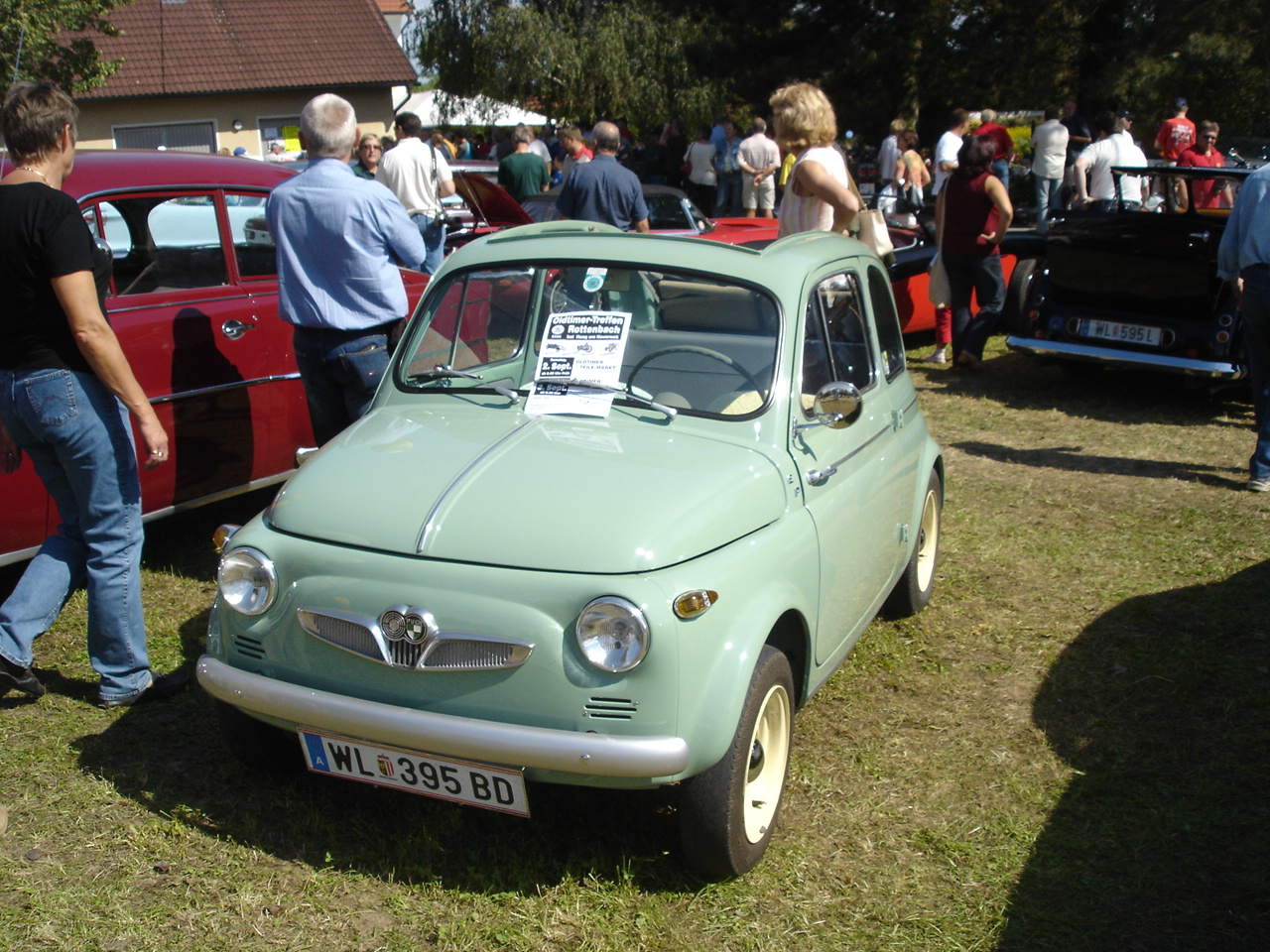
Puch 500

Ook nu nog worden er auto's onder de naam Puch geproduceerd. Het betreft hier een licentie van Mercedes-Benz, voor de G-Klasse. Ook auto's met het Mercedes-Benzlogo uit de G-serie worden hier gemaakt.

## Trivia

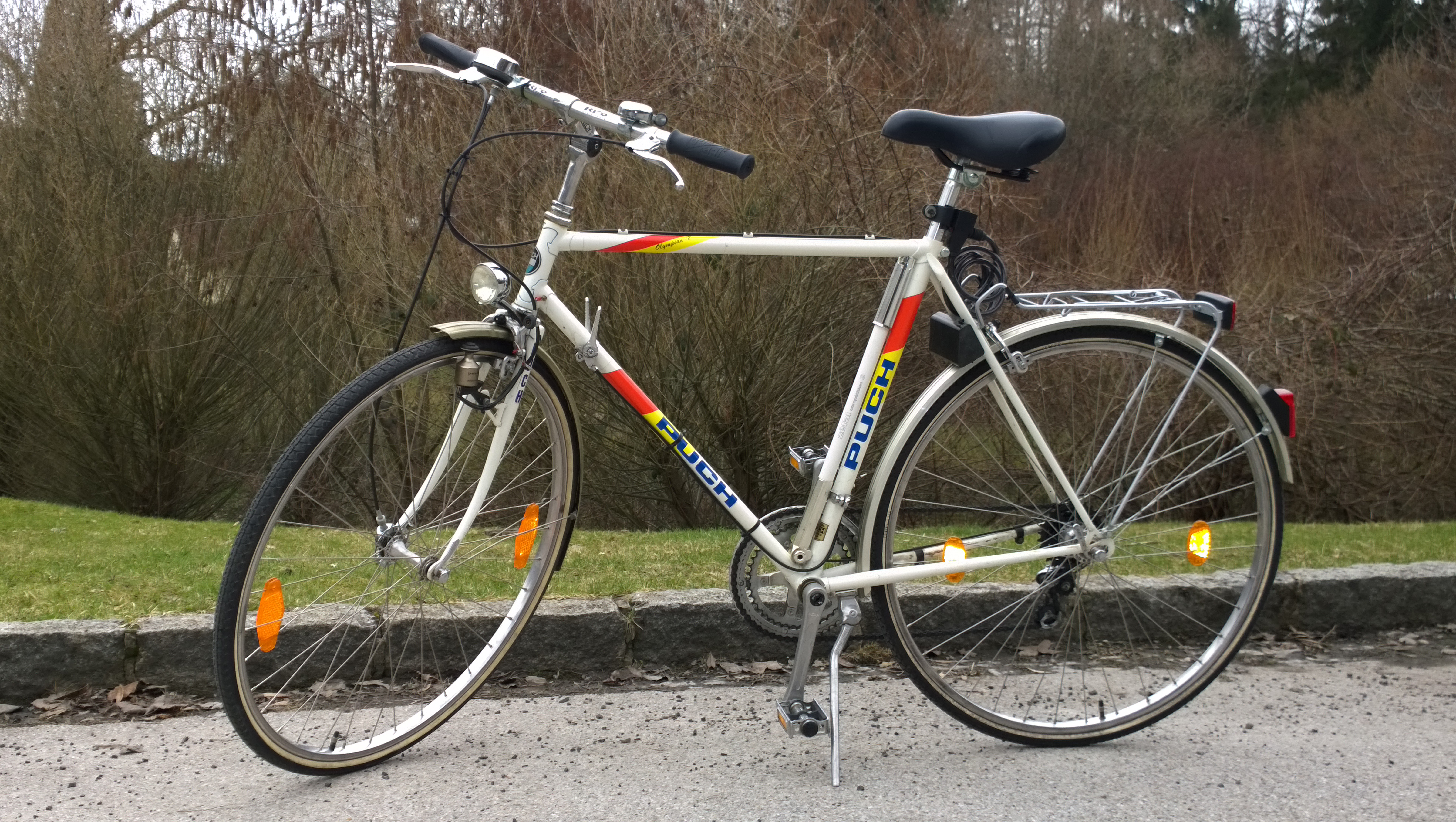
Puch Olympian 12

### Spot- en bijnamen
- Puch MS 50 1954: “Baby Puch”: vanwege het kleine tankje (3,5 liter) en frame.
- Puch MS 50 1957-58: “Kleuter Puch”: omdat het tankje (4,5 liter) en frame nu groter zijn. Alle latere eitankmodellen van Puch (vanaf 1958) hebben een tank van 5,5 liter.
- Puch VS 50 “Kikkerbek”: vanwege de koplamp die de vorm heeft van de bek van een kikker.
- Alle Puchmodellen met een eitankje worden ook wel “hashpuch” genoemd. Deze naam ontstond in de jaren zeventig. Na de introductie van de Maxi werd met deze naam het verschil aangeduid tussen een schakelmodel-Puch en de nieuwe automaat. Natuurlijk waren er ook altijd al schakel-Puchs met een rechte tank en zadel in een lijn. Deze werden zoals alle bromfietsen met deze opbouw gewoon buikschuiver genoemd.

### Rivaliteit met Tomos-rijders
De Tomos-bromfietsen zoals wij die nu kennen kwamen eigenlijk voort uit Puch. Tomos begon eind jaren 50, begin jaren 60 met het produceren van bromfietsen onder Puch-licentie. Door een gat in het contract werd het na een paar jaar voor Tomos ook mogelijk om te gaan exporteren en direct de concurrentie met Puch aan te gaan in Nederland.
Stokvis (Puch-importeur voor Nederland) was hier absoluut niet blij mee en verspreidde het gerucht dat Tomos een Puchkopie was van veel slechtere kwaliteit. Veel mensen geloofden dit direct en zo ontstond er enige rivaliteit tussen Puch en Tomos en hun berijders.
Deze rivaliteit bestaat eigenlijk alleen in Nederland. Tussen de fabrieken van Tomos in Koper (het voormalig Joegoslavië) en de Puchfabrieken in Graz (Oostenrijk) zelf is nooit rivaliteit geweest. Het was zelfs zo dat sommige onderdelen ook na de licentieperiode nog steeds in elkaars fabriek werden gemaakt.